# Kristo Meksi
Kristo Meksi (ur. 1849 w Labovë e Madhe, zm. 1931 w Tiranie) – albański polityk, jeden z pierwszych albańskich dyplomatów po proklamacji niepodległości Albanii.
Był jednym z delegatów na kongres we Wlorze, gdzie dnia 28 listopada 1912 roku podpisano Albańską Deklarację Niepodległości .

## Życiorys
Po ukończeniu nauki w szkole Zosimaia wyemigrował do Rumunii, gdzie rozpoczął działalność partiotyczną. W 1906 roku Meksi sfinansował zakup podręczników i elementarzy w języku albańskim, wraz z Thomą Çamim wydał również 2 tys. elementarzy w dialekcie gegijskim języka albańskiego. Książki zostały przekazane Musie Demiemu, który w 1908 roku otworzył albańskojęzyczną szkołę w Filiatesie.
Wpsółzałożył pierwszą albańską szkołę kształcącą nauczycieli, która rozpoczęła działalność w Elbasanie dnia 1 grudnia 1909 roku.
4 grudnia 1912 roku został wybrany na członka Senatu.
W 1913 roku był emisariuszem Tymczasowego Rządu Albanii na Albańskim Kongresie w Trieście .
Był doradcą księcia Wilhelma zu Wieda, następnie prezydenta i przyszłego króla Albanii Ahmeda Zogu.
W ostatnich latach swojego życia stracił wzrok. Zmarł w 1931 roku w Tiranie.